# Mosquée al-Saleh
La mosquée al-Saleh (en arabe : جامع الصالح) est la mosquée la plus grande et la plus moderne à Sanaa, au Yémen. Elle se situe dans la périphérie sud de la ville, au sud du Al Sabeen Maternal Hospital. Elle a été inaugurée en novembre 2008 par le président du Yémen, Ali Abdallah Saleh. Elle mesure 27 300 mètres carrés, possède un hall central qui mesure 13 596 mètres carrés avec une capacité d'occupation de 44 000 personnes. Le coût du bâtiment a atteint presque 60 millions USD pour sa construction. La mosquée est ouverte aux non-musulmans et elle est fréquentée par les touristes. Ce lieu fait la promotion d'un islam modéré. Les mesures de sécurité incluent la police et les chiens renifleurs de bombes.
En 2013, l'ancien président Saleh ouvre, dans une aile de la mosquée, un musée consacré à sa présidence.
À la suite de la bataille de Sanaa au cours de laquelle Saleh est assassiné par les Houthis, ceux-ci décident de renommer l'édifice « mosquée du peuple ».